# Rubeola
Rubeola är latin och är bildat från latinets ruber som betyder 'röd'. Rubeola en latinsk beteckning för sjukdomen röda hund. och på tyska betecknar rubeola samma sjukdomen. På engelska betecknar rubeola sjukdomen mässling.